# امپراتوری اسپانیا
امپراتوری اسپانیا (به اسپانیایی: Imperio español) یکی از پهناورترین امپراتوری‌ها در تاریخ جهان و یکی از نخستین امپراتوری‌های گسترش‌یافته در سطح جهانی بود. در سده‌های ۱۵ و ۱۶ میلادی، اسپانیا مرکز سلطه بر مستعمره‌های مختلفی در مناطق گوناگون جهان به ویژه «جهان نو» بود.
گرچه در واقع منظور از امپراتوری اسپانیا، مستعمره‌های اسپانیا در قارهٔ آمریکا و جنوب‌شرق قارهٔ آسیا است.
امپراتوری اسپانیا در اوج گسترش خود بر سرزمین‌های وسیعی واقع در قارهٔ آمریکا از آمریکای شمالی، آمریکای مرکزی تا آمریکا جنوبی و نیز مناطقی از آفریقا و جزایر فیلیپین در آسیای شرقی حکمرانی می‌کرد.
امپراتوری اسپانیا در چند مقطع زمانی دچار ضعف شد و رو به انحلال رفت؛ نخست در جنگ دریایی با امپراتوری بریتانیا در سال ۱۵۸۸ از جنگ انگلیس و اسپانیا (۱۶۰۴–۱۵۸۵) که نیروی دریایی افسانه‌ای اسپانیا که نیم‌قرن برترین قدرت دریایی جهان محسوب می‌شد موسوم به آرمادا شکست سختی از نیروی دریایی بریتانیا خورد و از آن پس این نیروی دریایی بریتانیا بود که عنوان قدرتمندترین نیروی دریایی جهان را تا پایان جنگ جهانی اول حفظ کرد. بار دوم که امپراتوری اسپانیا به شدت تضعیف شد در اوایل قرن نوزدهم و هنگام ظهور ناپلئون در فرانسه بود، انقلاب کبیر فرانسه فضای این کشور را برای ظهور ناپلئون و ایجاد یک فرانسه قدرتمند آماده کرد. ناپلئون در سال ۱۸۰۷ میلادی به شبه‌جزیرهٔ ایبری حمله کرد. او مناطق گسترده‌ای از خاک اسپانیا و سراسر خاک پرتغال را به اشغال فرانسه درآورد و سرانجام پادشاهی اسپانیا تسلیم فرانسه شد این موقعیت باعث شد بخش‌های گسترده‌ای از خاک مستعمرات امپراتوری اسپانیا در قارهٔ آمریکا فرصت استقلال پیدا کنند در همین سال‌ها سیمون بولیوار فرماندهٔ زبدهٔ نظامی اسپانیایی در آمریکای جنوبی جنگ‌هایی را برای ایجاد استقلال مستعمره‌نشین‌های اسپانیا رهبری کرد و توانست کشورهای ونزوئلا، کلمبیا، اکوادور، پرو و بولیوی را از سلطهٔ امپراتوری استعماری اسپانیا خارج سازد، دولت ایالات متحدهٔ آمریکا نیز از مبارزات سیمون بولیوار حمایت کرد. در مکزیک نیز فرمانداران اسپانیایی این مستعمره‌نشین از پادشاهی اسپانیا مستقل شدند. گرچه اسپانیا توانست در جنگ با ناپلئون سرانجام موفق شود و فرانسوی‌ها را از اسپانیا خارج کند اما دیگر نتوانست مستعمرات از دست‌رفته‌اش را پس بگیرد.
سومین‌بار که امپراتوری اسپانیا دچار ضعف شد و عملاً تمام مستعمرات را از دست داد پس از جنگ با آمریکا در سال ۱۸۹۸ بود. در این نبرد نیروی دریایی‌اش نابود و امپراتوری تا مرز سقوط پیش رفت و بسیاری از مستعمرات باقی‌مانده‌اش نیز استقلال یافتند؛ ایالت فلوریدا به آمریکا پیوست، جزیرهٔ کوبا استقلال یافت و مجمع‌الجزایر فیلیپین به آمریکا داده‌شد که کشور آمریکا به فیلیپین استقلال بخشید، همچنین مجمع‌الجزایر پورتوریکو نیز به ایالات متحده واگذار گشت. این نبرد را عملاً پایان امپراتوری اسپانیا می‌توان دانست.